# Erpužice
Erpužice är en ort i Tjeckien.   Den ligger i regionen Plzeň, i den västra delen av landet, 100 km väster om huvudstaden Prag. Erpužice ligger 464 meter över havet och antalet invånare är 341.
Terrängen runt Erpužice är platt. Runt Erpužice är det ganska tätbefolkat, med 108 invånare per kvadratkilometer. Närmaste större samhälle är Stříbro, 6,3 km söder om Erpužice. I omgivningarna runt Erpužice växer i huvudsak blandskog.